# Gyllene ratten

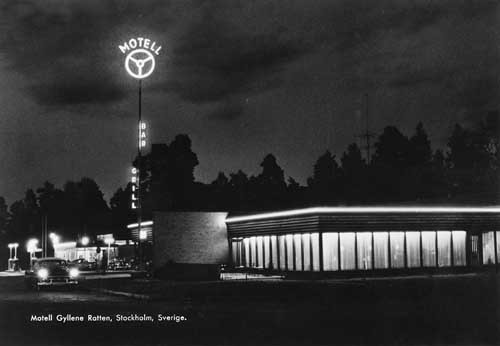
Gyllene Ratten, 1950-talet

Gyllene ratten var ett av Sveriges första motell efter amerikansk förebild. Gyllene ratten låg vid Södertäljevägen (nuvarande E4/E20, trafikplats Bredäng) i Fruängen) i södra Stockholm. Motellet invigdes 1957 och revs 50 år senare. På platsen finns idag ett hyrlager och ett bostadsområde. Gyllene Ratten var under sin tid något av ett landmärke för trafikanter på E4/E20 genom sin karakteristiska mast med ratten i toppen.

## Historik

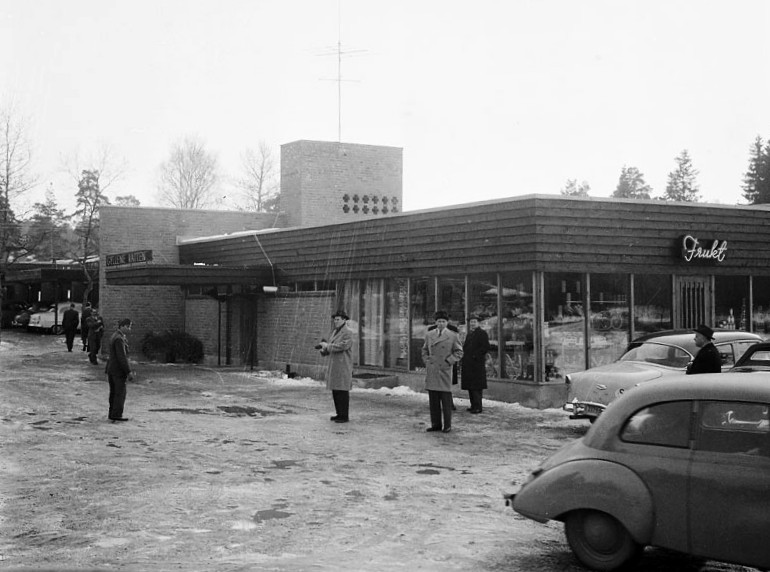
"Gyllene Ratten" dagen före invigningen, 15 mars 1957.

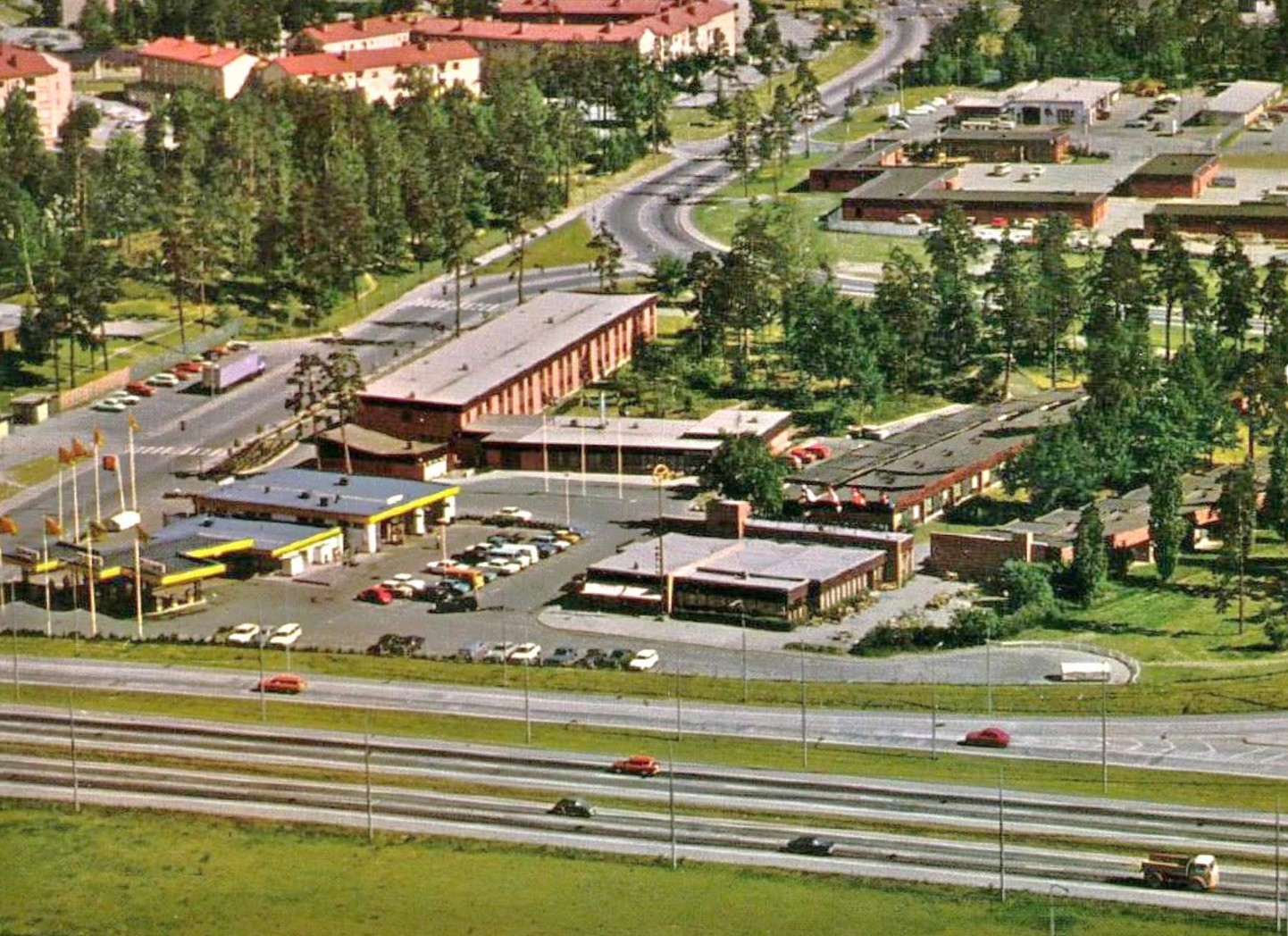
"Gyllene Ratten" i slutet av 1960-talet. I förgrunden syns den nybyggda motorvägen Södertäljevägen. I bakgrunden till vänster stadsdelen Fruängen.

Motellet invigdes den 16 mars 1957 under närvaro av Gustaf VI Adolf och var då ett av Sveriges första motell. Uppdragsgivare var Svenska Shell AB, som anlitade de danska arkitekterna Börge Glahn och Ole Helweg vilka hämtade inspirationen från USA. Motellet byggdes av Olle Engkvists bolag Bygg-Oleba.
Det fanns 55 rum med 110 bäddar. Man uppförde en byggnad med reception och restaurang samt två längor med rum i markplan. I anslutning till motellet fanns även en Shell bensinstation. Kännetecknet för motellet var en hög mast, krönt av en tre-ekrad ratt och texten "Motell" - "Bar" - "Grill" i neonskrift, som syntes på långt håll.
Motellet var påkostat på olika sätt. Inredningen hämtades från Nordiska Kompaniet och var innovativ med till exempel inbyggda radioapparater och heltäckningsmattor. Motellet serverade både pommes frites och bearnaisesås, och i början anordnades kvällsunderhållning.

## Förfallet och flyktingförläggning

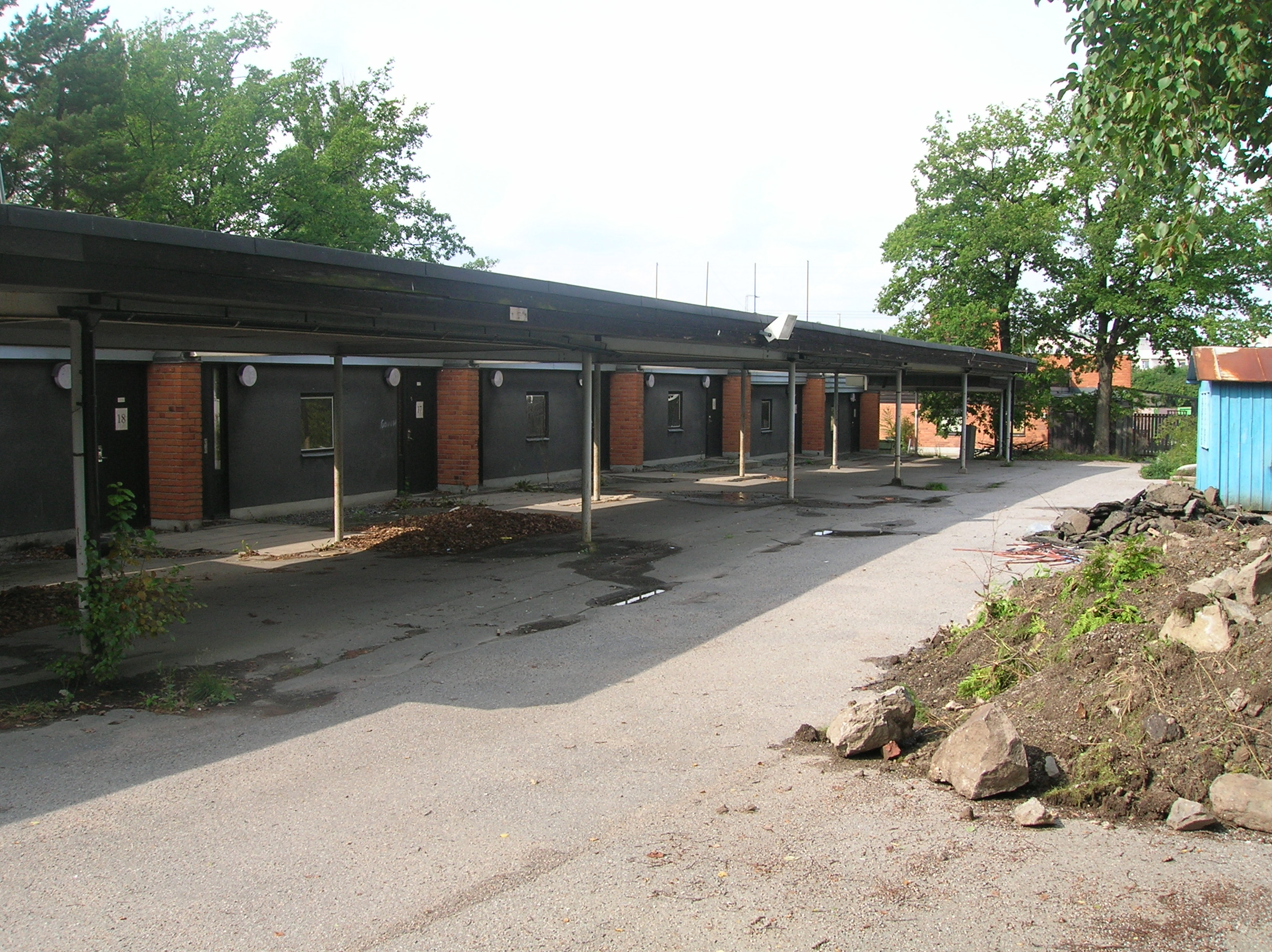
Motellet strax före rivningen, 2006.

Under 1970-talet gick det sämre för motellet, bland annat för att Södertäljevägen byggdes om till motorväg och att trafikbullret blev alltmer störande.
År 1989 stängdes motellet ned och istället tog Stockholms stad över för att använda anläggningen som flyktingbostäder för flyktingar med uppehållstillstånd. I Gyllene rattens flyktingbostäder bodde familjer och ensamma flyktingar av olika nationaliteter i väntan på en bostad någonstans i Sverige. Vistelsen kunde bli i genomsnitt tio månader.
År 1999 kunde polisen avslöja den största prostitutionshärvan i svensk historia. Det var en kopplerihärva med tjeckiska kvinnor, som varit inlåsta på motellet. Avslöjandet fick namnet Gyllene ratten-målet och ledde till en lagändring med strängare straff. Motellet var mot slutet nedgånget och revs sommaren 2007.
På platsen närmast E4:an uppfördes under 2009 en byggnad för lagerserviceföretaget Shurgard Self Storage. Söder därom byggdes senare ett nytt bostadsområde med namnet "Gyllene ratten". Vantörsvägen är det nya områdets huvudgata.

## Gyllene ratten genom åren
| Vänstra fotot: Gyllene ratten 1958, högra fotot: På samma plats ligger sedan 2010 hyrlagret Shurgard. |  | Vänstra fotot: Gyllene ratten 1958, högra fotot: På samma plats ligger sedan 2010 hyrlagret Shurgard. |
| Vänstra fotot: Gyllene ratten 1958, högra fotot: På samma plats ligger sedan 2010 hyrlagret Shurgard. |  | |